# 约翰·J·潘兴220号初级中学
40°38′26.83″N 74°0′3.54″W / 40.6407861°N 74.0009833°W
约翰·J·潘兴220号初级中学（英語：John J. Pershing Intermediate School 220，或简称作“I.S. 220”）是一所位于纽约市布鲁克林日落公园附近的第九大道4812号的公立初级中学。该校始创于1930年代，其校名来自第一次世界大战时期美国的陆军特級上將约翰·潘兴。
该校学生的种族比例由51%的亚裔、42%的拉丁裔、6%的白人以及2%的黑人构成。其中约四分之一的亚裔学生是来到美国不久的新移民。